# Bazyleusz II (syryjsko-prawosławny patriarcha Antiochii)
Bazyleusz II (ur. ?, zm. ?) – w latach 1074–1075 71. syryjsko-prawosławny Patriarcha Antiochii. 